# Linuche unguiculata
Linuche unguiculata is een schijfkwal uit de familie Linuchidae. De kwal komt uit het geslacht Linuche. Linuche unguiculata werd voor het eerst wetenschappelijk beschreven door Olof Peter Swartz (ook geschreven als Schwartz) in 1788.
De soort komt voor in alle warme, tropische en subtropische zeeën.